# Bergeronnette citrine
Motacilla citreola
Espèce
Statut de conservation UICN

 LC  : Préoccupation mineure
La Bergeronnette citrine (Motacilla citreola) est une espèce de passereaux appartenant à la famille des Motacillidae. Le terme citrine se réfère à sa coloration jaunâtre. Sa taxonomie, sa phylogénie font l'objet d'un débat considérable au début du XXIe siècle. C'est parce que cet oiseau est une espèce cryptique complexe avec la Bergeronnette printanière (M. flava).
C'est un oiseau mince, de 15,5 à 17 cm de long, à la longue queue constamment en mouvement caractéristique du genre Motacilla. Le mâle adulte en plumage nuptial est essentiellement gris ou noir au-dessus, avec du blanc sur les rémiges, et du jaune vif sur le dessous et sur toute la tête sauf la nuque noire. En plumage hivernal, les parties inférieures sont jaune peut être dilué par du blanc, et la tête est brunâtre avec un sourcil jaunâtre. Les femelles sont généralement comme les mâles en plumage d'hiver mais en plus terne.

Répartition de la bergeronnette citrine

Cette espèce se reproduit au nord de l'Asie centrale dans les prairies humides et la toundra. Elle migre en hiver vers l'Asie du sud, souvent dans des zones montagneuses. 
Son territoire est en pleine expansion vers l'ouest, et elle est un vagabond rare mais croissant en Europe occidentale. 
Les vagabonds semblent prolonger leur migration plutôt que s'égarer en route; au Bhoutan, par exemple, sur l'une des longues voies migratoires de l'espèce, la Bergeronnette citrine est enregistrée comme une extrêmement rare, se contentant de passer au lieu de rester, même pour quelques jours ou quelques semaines [2].

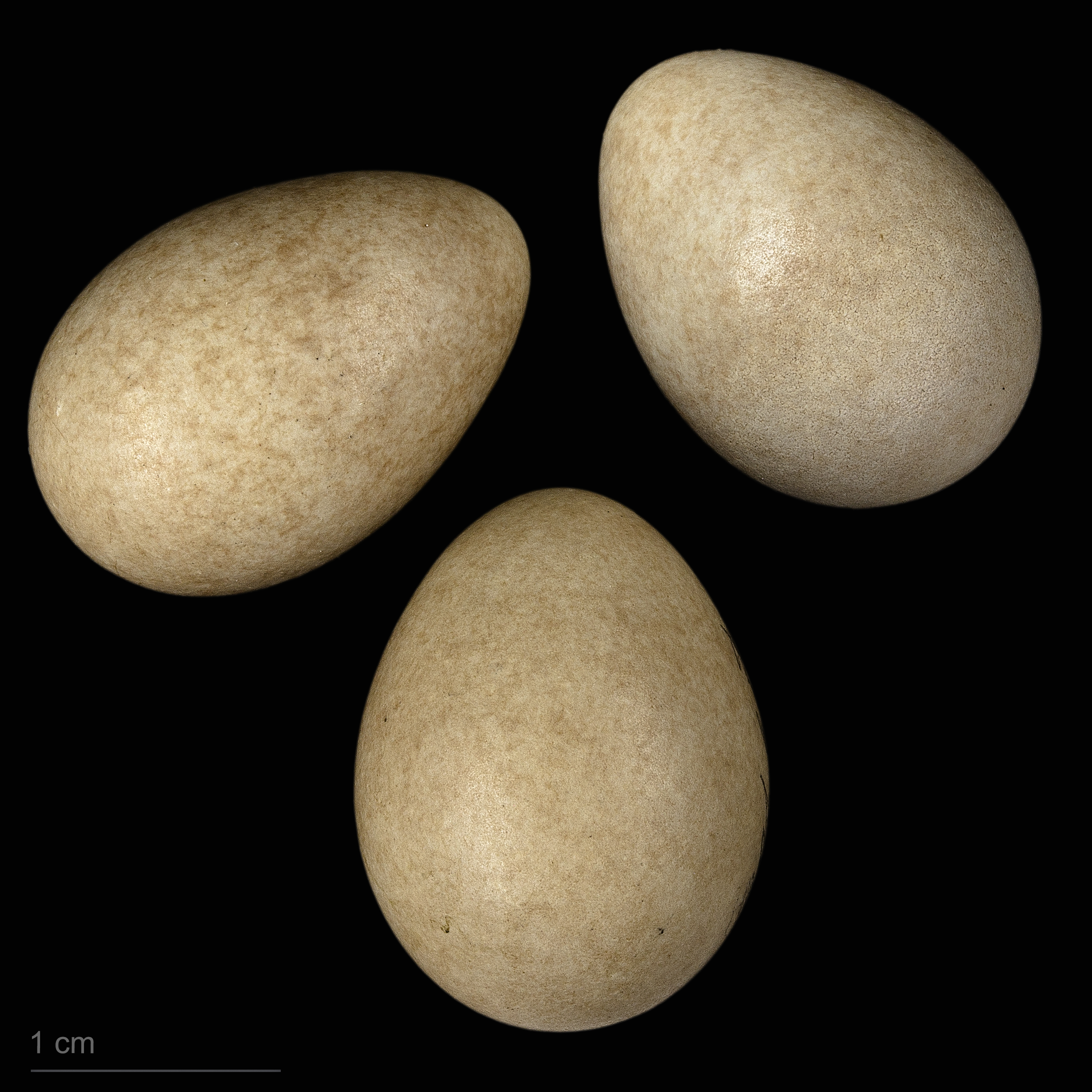
Motacilla citreola citreola - MHNT

C'est un oiseau insectivore des zones dégagées près de l'eau, telles que les prairies humides et les tourbières, et qui niche sur le sol, la femelle pondant 4 à 5 œufs mouchetés.